# Транспорт Бермудських Островів
Транспорт Бермудських Островів представлений автомобільним , повітряним , водним (морським) , у населених пунктах  та у міжміському сполученні діє громадський транспорт пасажирських перевезень. Площа країни дорівнює 54 км² (232-ге місце у світі). Форма території країни — архіпелажна, витягнута з північного сходу на південний захід; максимальна дистанція з південного заходу на північний схід — 25 км, найбільша ширина — до 9 км (через лагуну). Географічне положення Бермудських Островів дозволяє контролювати жваві морські і повітряні транспортні коридори в північній Атлантиці між Європою, Африкою і Північною Америкою.

## Автомобільний
Загальна довжина автошляхів у Бермудських Островах, станом на 2010 рік, дорівнює 447 км, з яких 225 км автошляхи загального користування, а 222 км приватні (198-ме місце у світі).

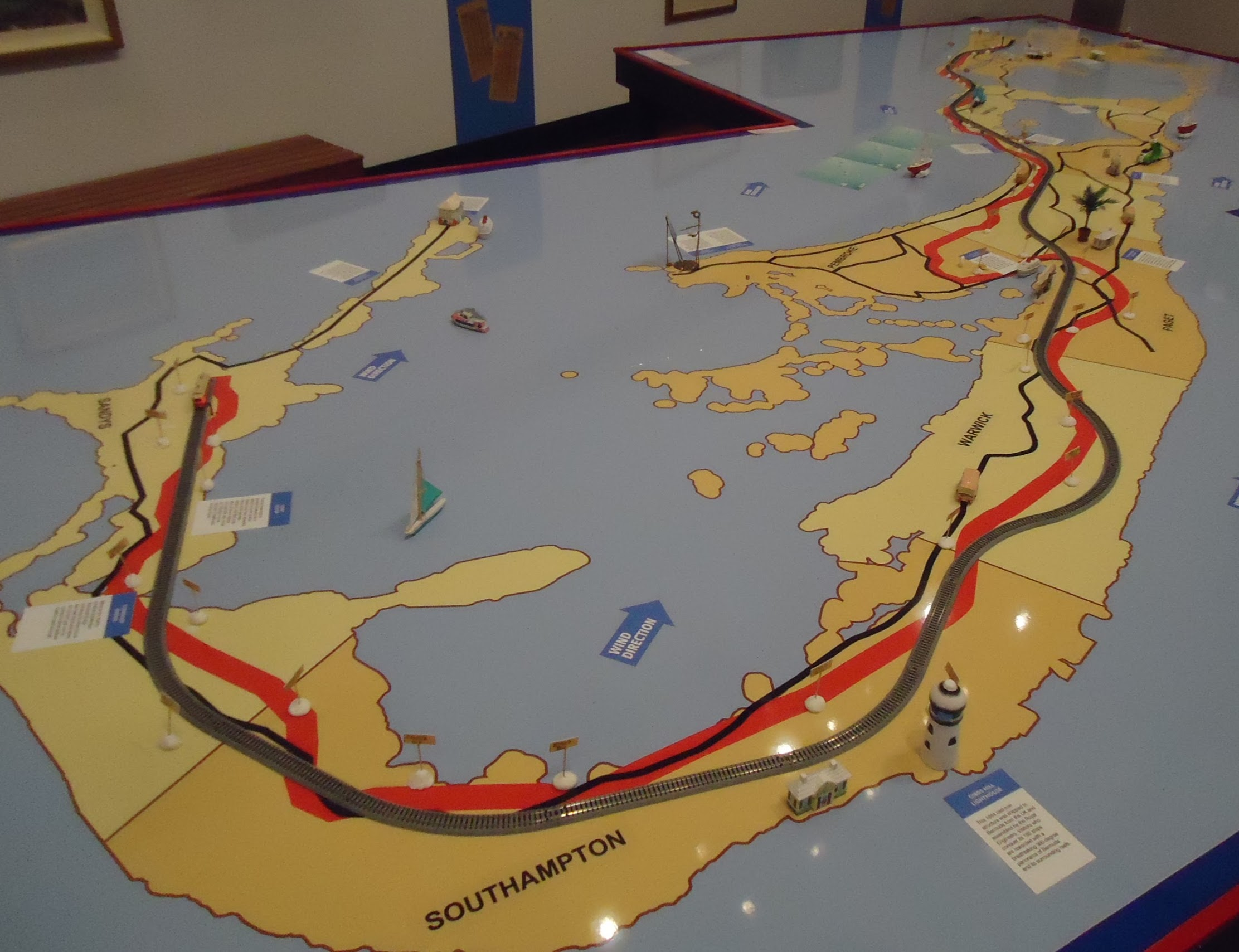
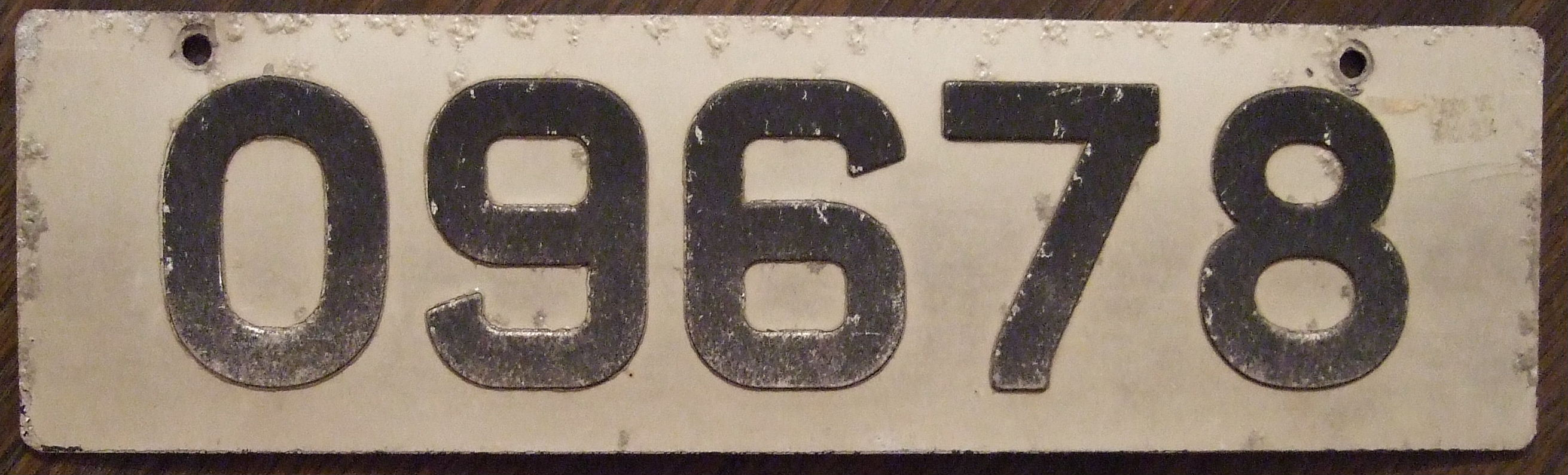
Номерні знаки Бермудських Островів

## Залізничний
Упродовж 1931—1948 років на островах діяла Бермудська залізниця, будівництво якої обійшлось інвесторам у 1 млн фунтів стерлінгів за 1 км. Це був один з найвитратніших залізничних проектів світу. На початку XXI століття маршрут розібраної залізничної колії використовується як туристичний піший і велосипедний маршрут.

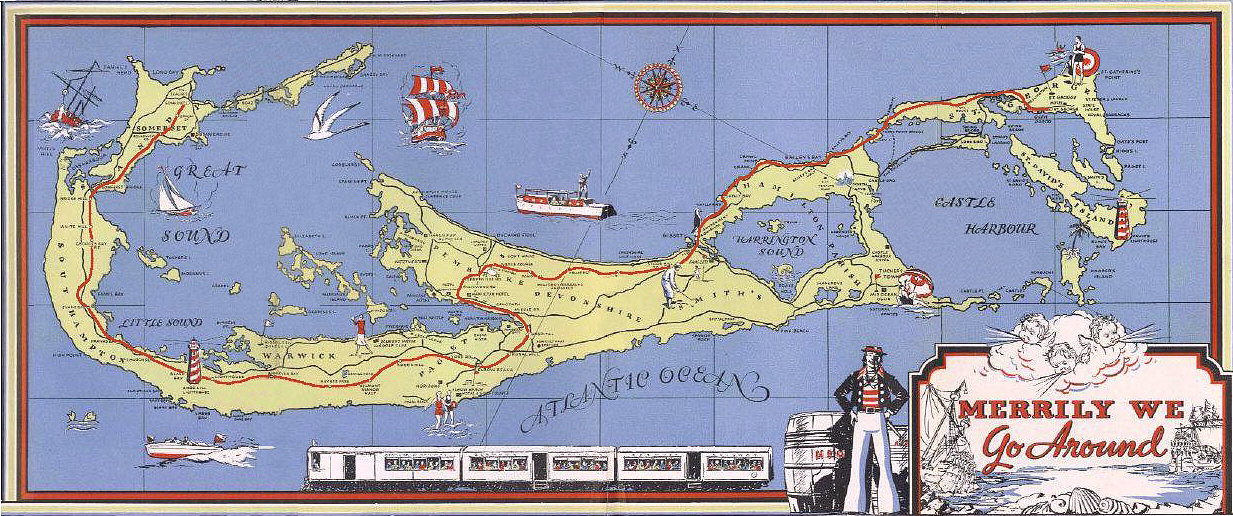
Карта Бермудської залізниці
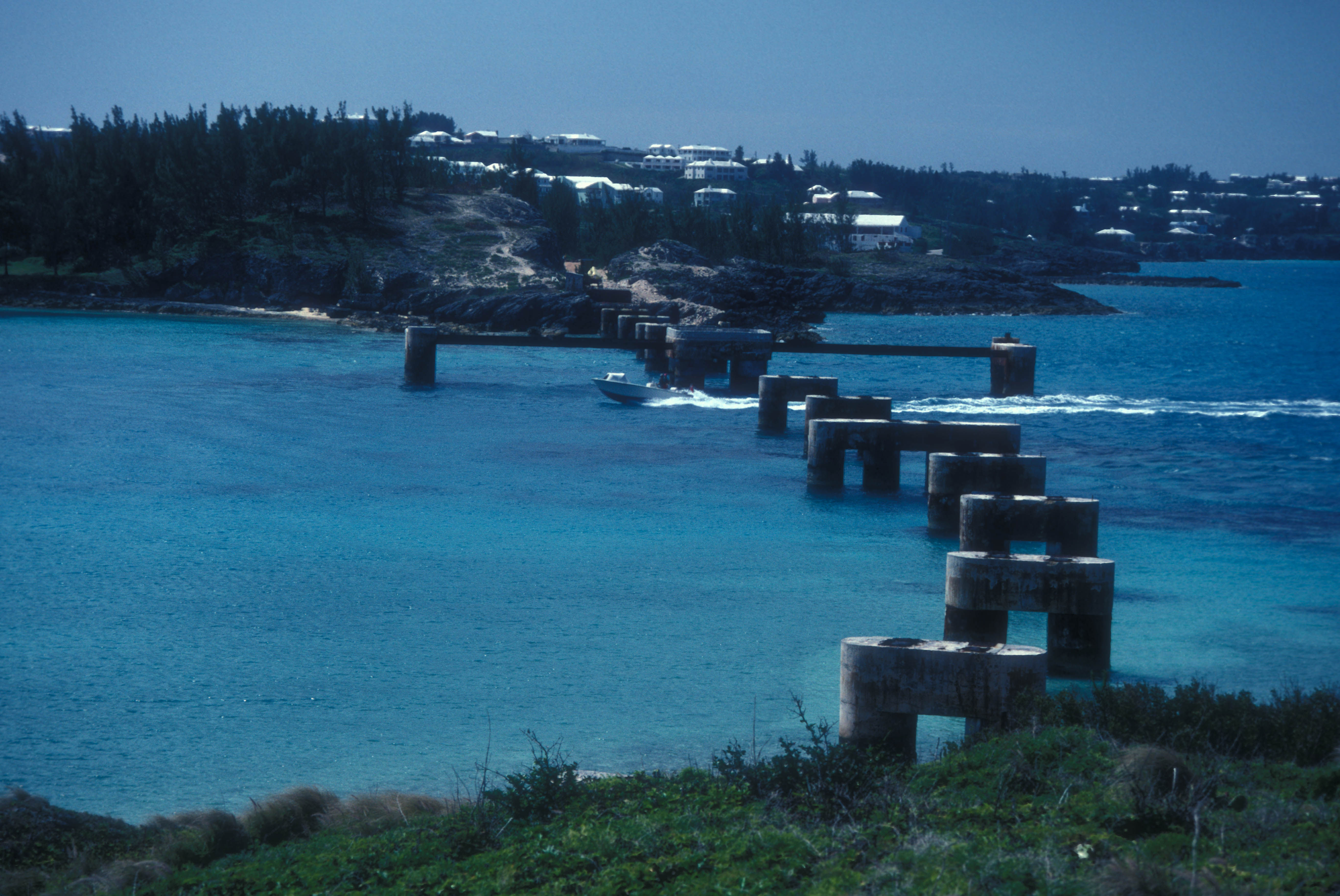
Розібрана естакада залізниці
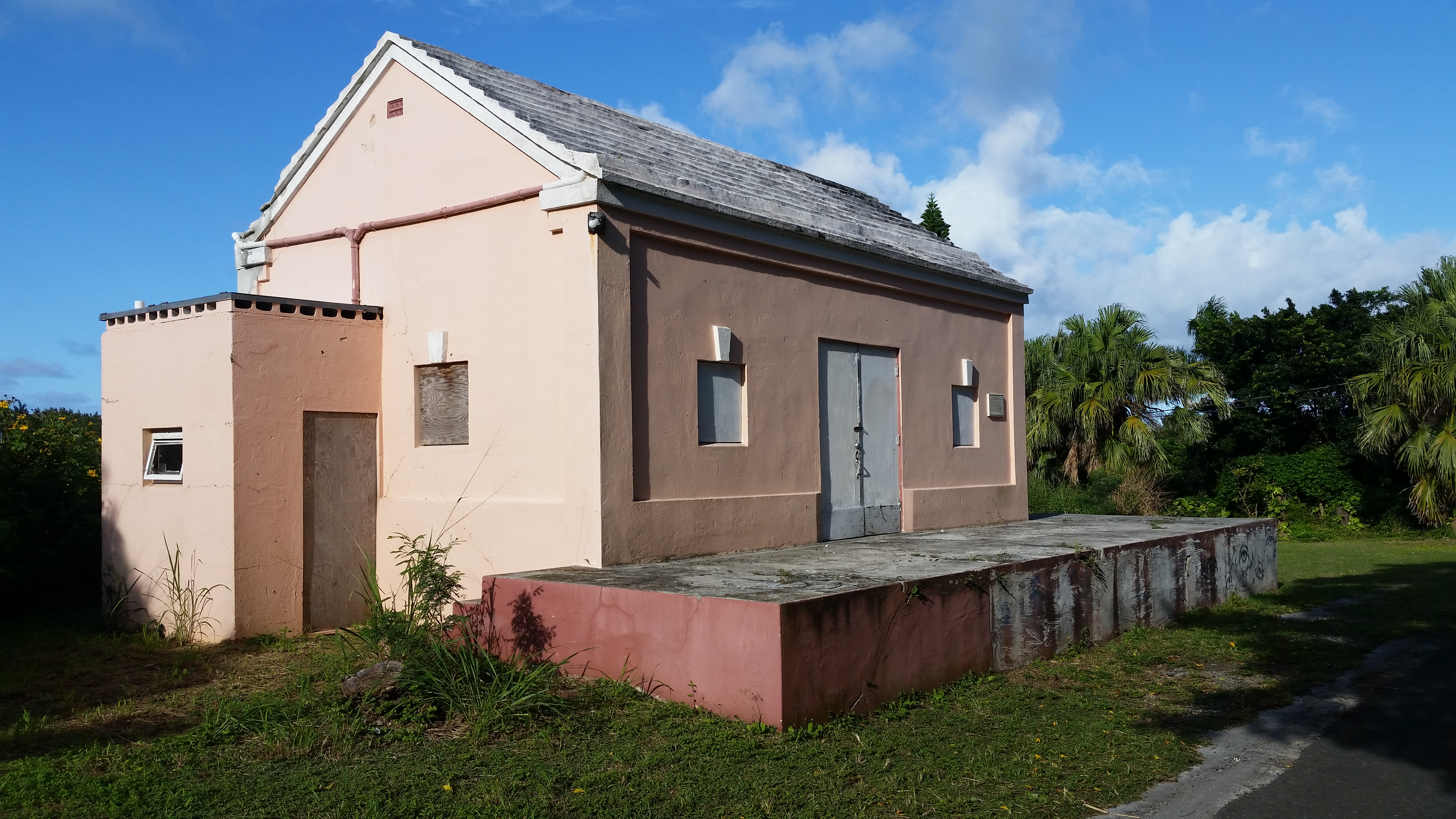
Колишня залізнична станція Вайтгіллс
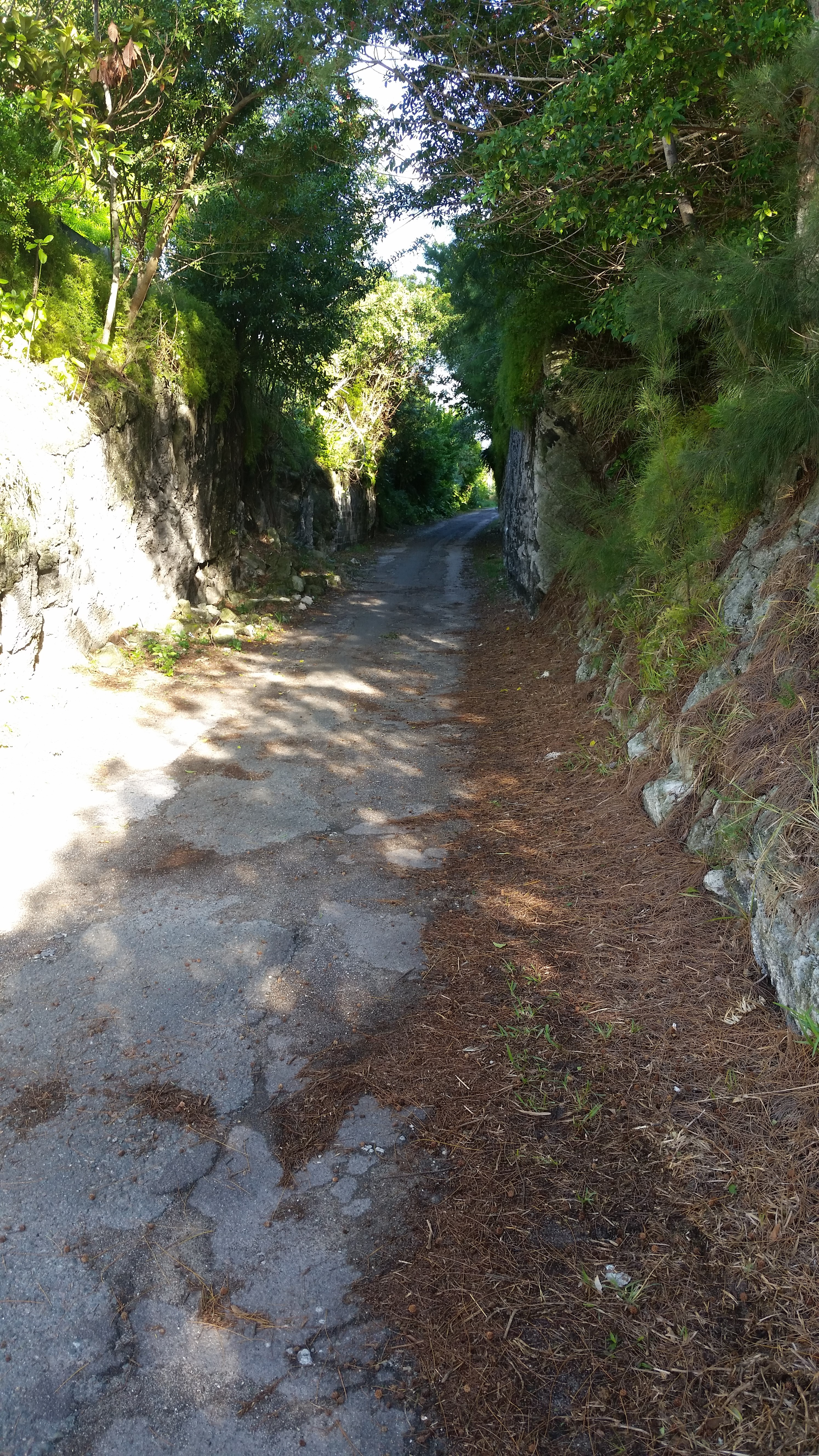
Залізнична виїмка поблизу станції Еванс-Бей

## Повітряний
У країні, станом на 2013 рік, діє 1 аеропорт (212-те місце у світі), з них 1 із твердим покриттям злітно-посадкових смугАеропорти країни за довжиною злітно-посадкових смуг розподіляються наступним чином (у дужках окремо кількість без твердого покриття):
- від 10 тис. до 8 тис. футів (3047-2438 м) — 1 (0)[1].

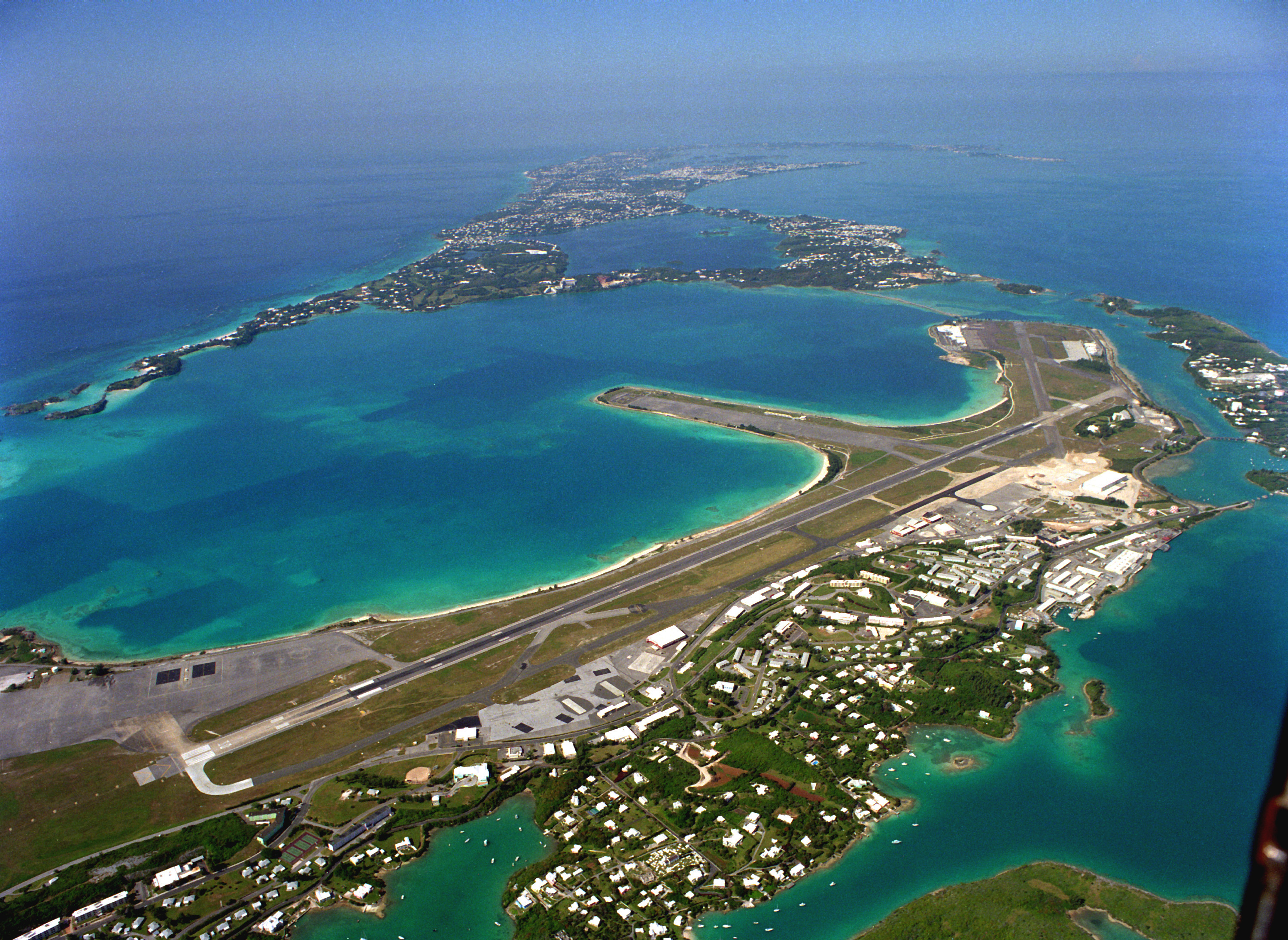
Бермудський аеропорт
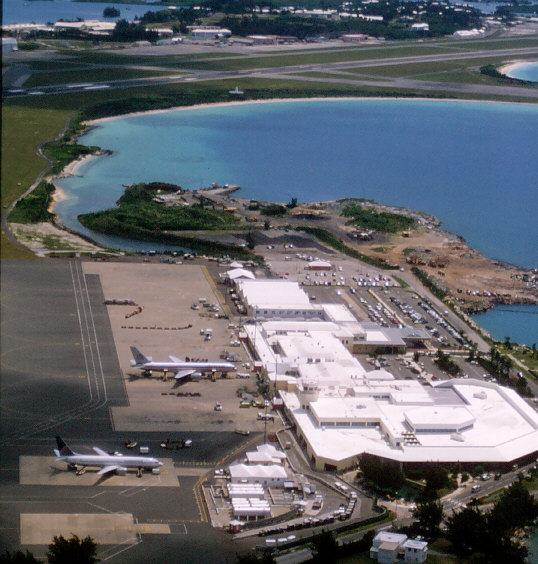
Термінал Бермудського аеропорту
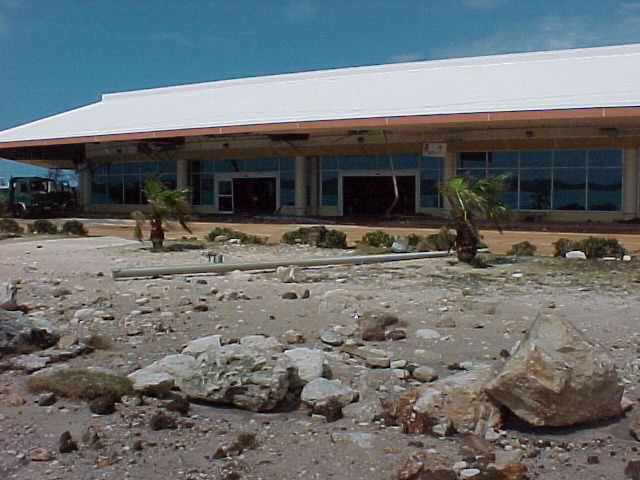
Термінал аеропорту після урагану Фабіан, 2003 рік

Бермудські Острови є членом Міжнародної організації цивільної авіації (ICAO). Згідно зі статтею 20 Чиказької конвенції про міжнародну цивільну авіацію 1944 року, Міжнародна організація цивільної авіації для повітряних суден країни, станом на 2016 рік, закріпила реєстраційний префікс — VP-B, заснований на радіопозивних, виділених Міжнародним союзом електрозв'язку (ITU). Аеропорти Бермудських Островів мають літерний код ІКАО, що починається з — TX.

## Водний

### Морський
Головні морські порти країни: Гамільтон, Ірланд-Айленд, Сент-Джордж.

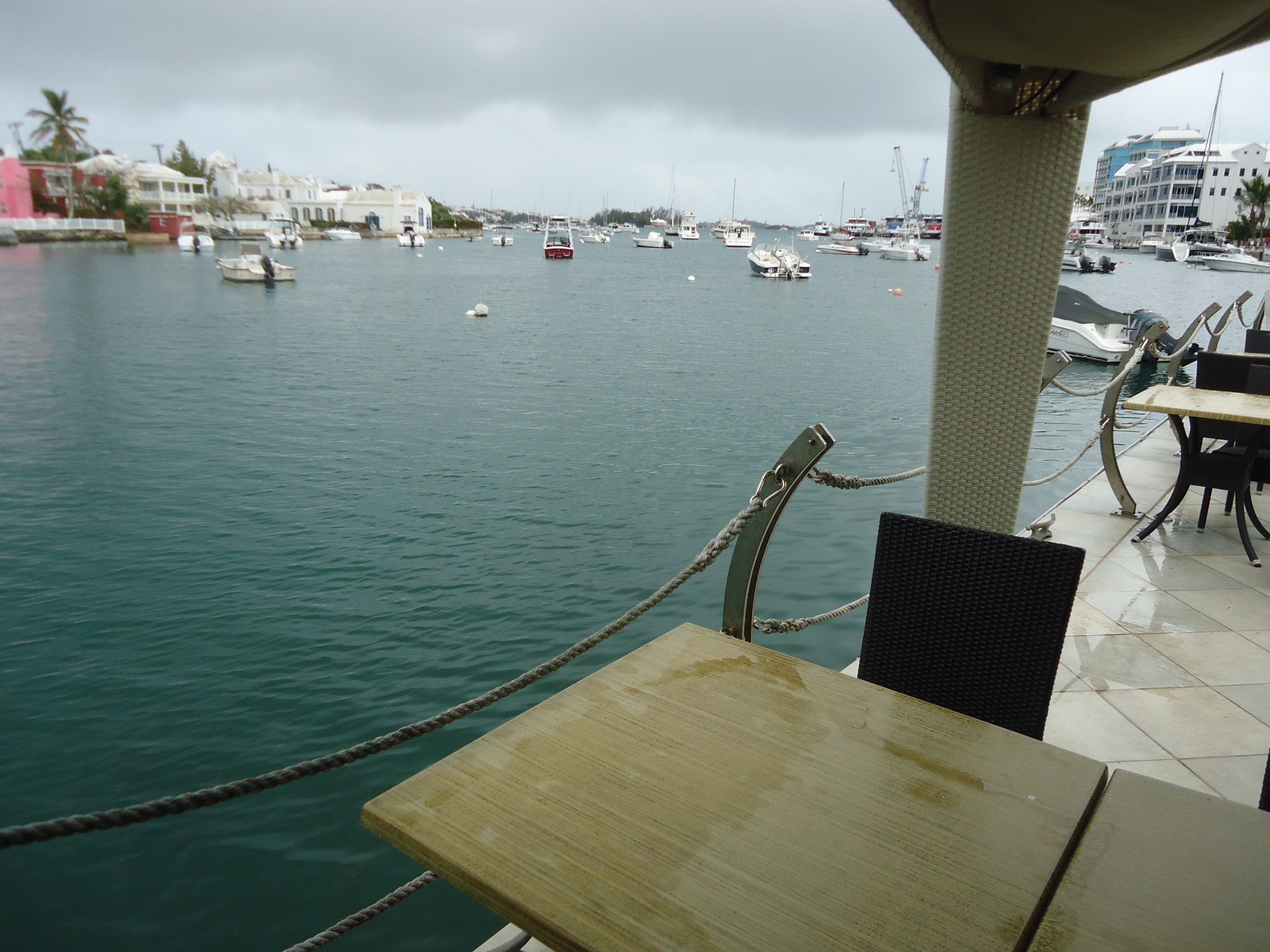
Гавань Гамільтона
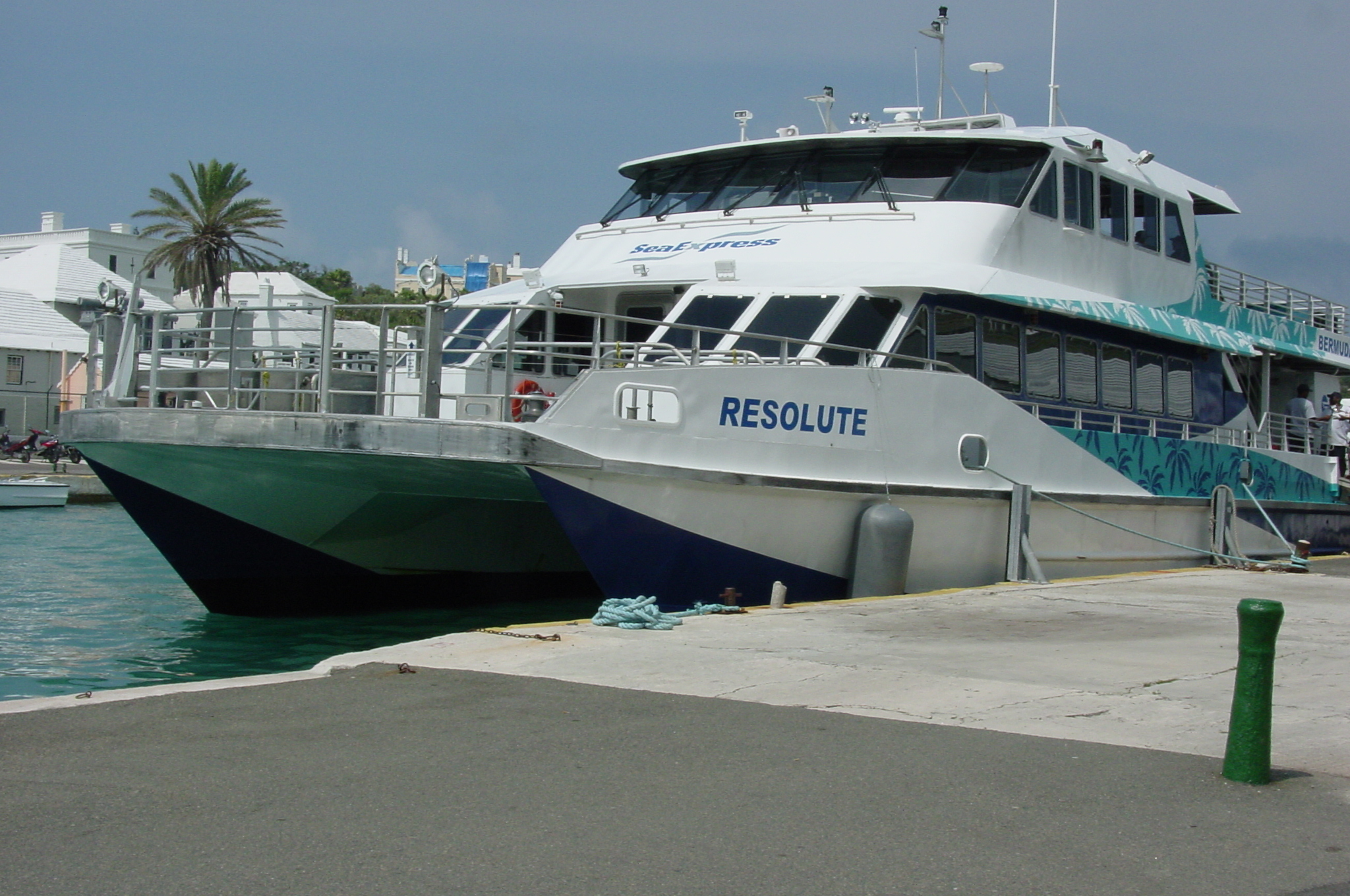
Бермудський пором

Морський торговий флот країни, станом на 2010 рік, складався з 139 морських суден з тоннажем більшим за 1 тис. реєстрових тонн (GRT) кожне (41-ше місце у світі), з яких: балкерів — 22, танкерів для хімічної продукції — 3, контейнеровозів — 14, газовозів — 43, пасажирських суден — 27, вантажно-пасажирських суден — 2, нафтових танкерів — 19, рефрижераторів — 9.
Станом на 2010 рік, кількість морських торгових суден, що ходять під прапором країни, але є власністю інших держав — 105 (Франції — 1, Німеччини — 14, Греції — 8, Гонконгу — 4, Ірландії — 1, Ізраїлю — 3, Японії — 2, Монако — 2, Нігерії — 11, Норвегії — 5, Швеції — 14, Великої Британії — 14, Сполучених Штатів Америки — 26); зареєстровані під прапорами інших країн — 241 (Багамських Островів — 15, Кіпру — 1, Франції — 5, Греції — 3, Гонконгу — 20, Острова Мен — 7, Ліберії — 4, Мальти — 15, Маршаллових Островів — 35, Нідерландів — 1, Норвегії — 24, Панами — 27, Філіппін — 47, Сент-Вінсенту і Гренадин — 1, Сінгапуру — 25, Великої Британії — 6, Сполучених Штатів Америки — 5).

## Міський громадський

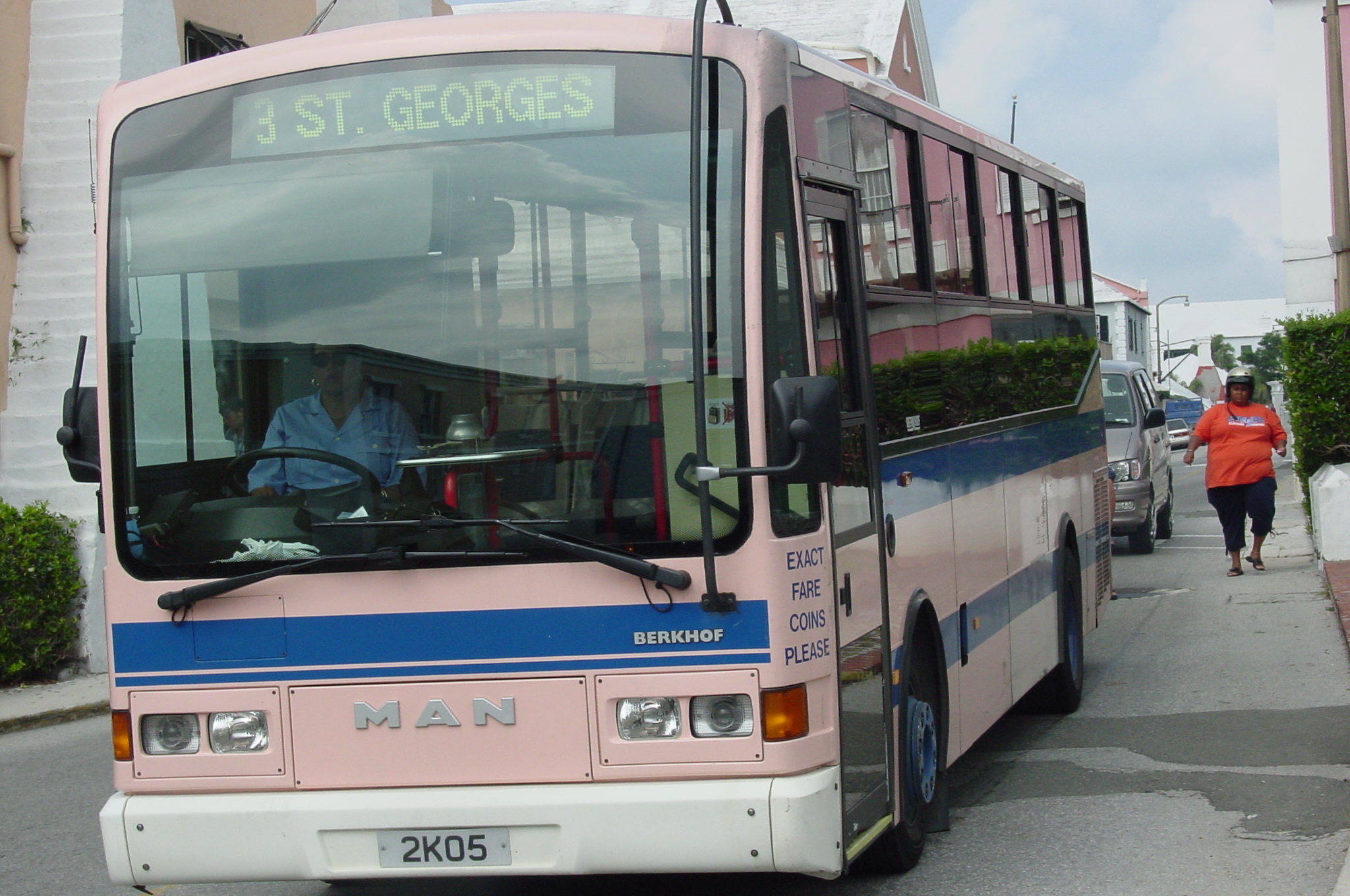
Рожеві автобуси — візитівка громадського транспорту Бермудів
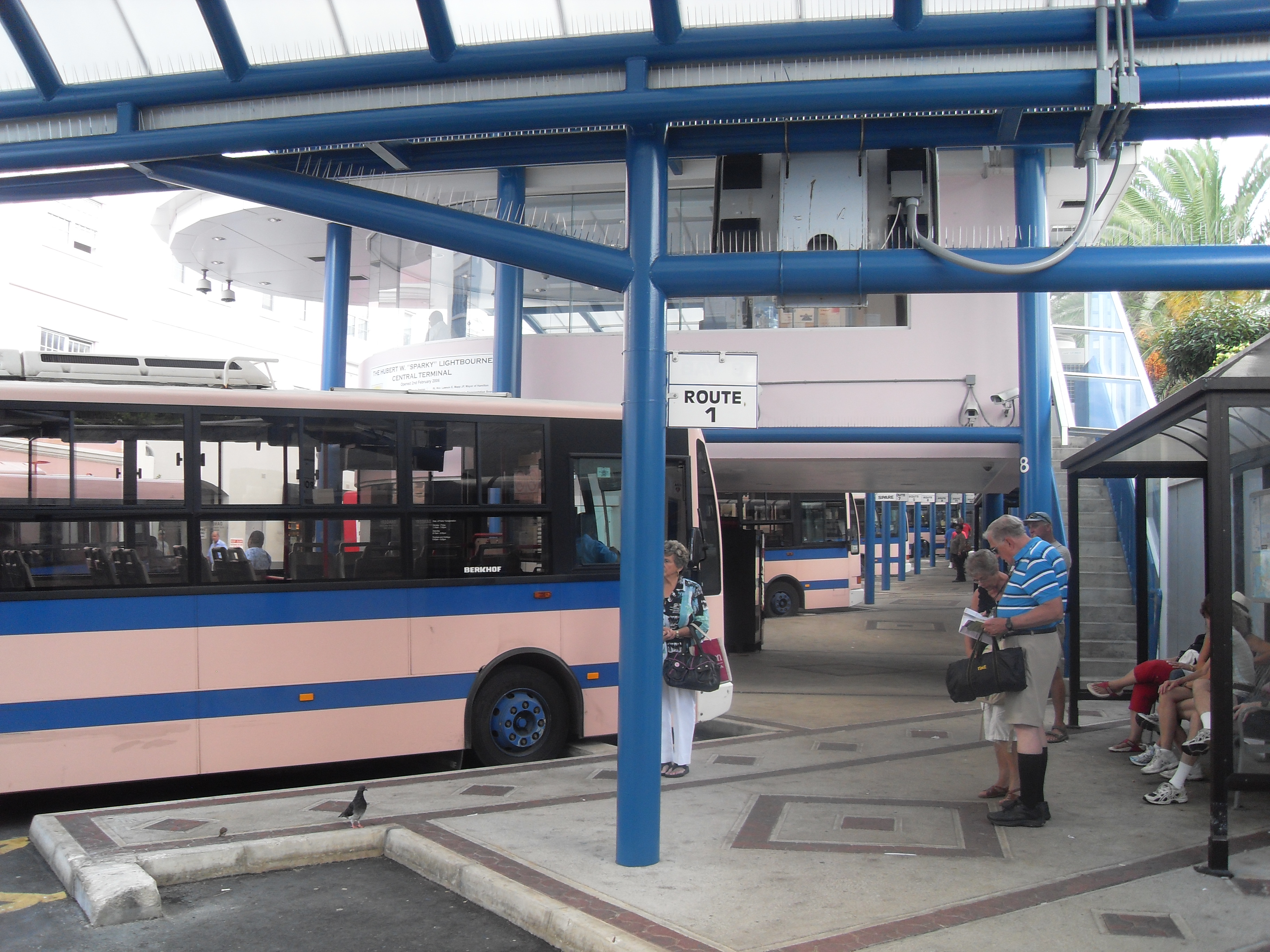
Автобусна зупинка на Бермудах

## Державне управління
Велика Британія здійснює управління транспортною інфраструктурою залежної країни через державний секретаріат транспорту. Станом на 28 липня 2016 року департамент в уряді Терези Мей очолювала державний секретар Кріс Грейлінг.

### Українською
- Атлас. 10-11 клас. Економічна і соціальна географія світу / упорядники :  О. Я. Скуратович, Н. І. Чанцева. — К. : ДНВП «Картографія», 2010. — ISBN 978-966-475-639-3.
- Атлас світу / голов. ред. І. С. Руденко ; зав. ред. В. В. Радченко ; відп. ред. О. В. Вакуленко. — К. : ДНВП «Картографія», 2005. — 336 с. — ISBN 9666315467.
- Безуглий В. В. Економічна і соціальна географія зарубіжних країн : Навчальний посібник. — К. : ВЦ «Академія», 2007. — 704 с. — ISBN 978-966-580-239-6.
- Безуглий В. В., Козинець С. В. Регіональна економічна і соціальна географія світу : Навчальний посібник. — видання 2-ге, доп., перероб. — К. : ВЦ «Академія», 2007. — 688 с. — ISBN 966-580-144-9.
- Головченко В., Кравчук О. Країнознавство: Азія, Африка, Латинська Америка, Австралія і Океанія. — К., 2006. — 335 с. — ISBN 966-8939-04-2.
- Дахно І. І. Країни світу: Енциклопедичний довідник / І. І. Дахно, С. М. Тимофієв. — К. : Мапа, 2011. — 606 с. — (Бібліотека нового українця) — ISBN 978-966-8804-23-6.
- Дахно І. І. Економічна географія зарубіжних країн : навчальний посібник. — К. : Центр учбової літератури, 2014. — 319 с. — ISBN 978-611-01-0682-5.
- Дорошенко В. І. Географія транспорту : Навчальний посібник / В. І. Дорошенко, К. Д. Діденко. — К. : Київський нац. ун-т ім. Т. Шевченка, 2010. — 183 с. — ISBN 978-966-439-329-1.
- Дубович І. А. Країнознавчий словник-довідник. — 5-те вид., перероб. і доп. — К. : Знання, 2008. — 839 с. — ISBN 978-966-346-330-8.
- Економічна і соціальна географія країн світу : Навчальний посібник / За ред. С. П. Кузика. — Л. : Світ, 2002. — 672 с. — ISBN 966-603-178-7.
- Зарубіжна транспортна географія : навчальний посібник / уклад. : Петрашевський О. Л. и др. — К. : Національний транспортний університет, 2015. — 95 с. — ISBN 978-966-632-227-5.
- Книш М. М., Мамчур О. І. Регіональна економічна і соціальна географія світу (Латинська Америка та Карибські країни, Африка, Азія, Океанія) : навч. посіб. — Л. : ЛНУ ім. Івана Франка, 2013. — 368 с. — ISBN 978-617-10-0007-0.
- Кузик С. П., Книш М. М. Економічна і соціальна географія країн Америки : навч. посіб. — Л. : ЛНУ ім. Івана Франка, 1999. — 299 с. — ISBN 966-613-026-2.
- Юрківський В. М. Регіональна економічна і соціальна географія. Зарубіжні країни : Підручник. — К. : Либідь, 2001. — 416 с. — ISBN 966-06-0092-5.

### Англійською
- (англ.) Modern Transport Geography / Hoyle, B. and R. Knowles (eds). — Second Edition,. — London : Wiley, 1998.
- (англ.) Rodrigue, J-P. The Geography of Transport Systems. — Fourth Edition. — N. Y. : Routledge, 2017. — 440 с. — ISBN 978-1138669574.
- (англ.) Taaffe E. J., Gauthier H. L. and O'Kelly M. E. Geography of transportation. — Second Edition. — N. Y. : Prentice Hall, 1996. — ISBN 0-13-368572-1.
- (англ.) Black, W. Transportation: A Geographical Analysis. — N. Y. : Guilford, 2003.

### Російською
- (рос.) Максаковский В. П. Географическая картина мира. Книга I: Общая характеристика мира. — М. : Дрофа, 2008. — 495 с. — ISBN 978-5-358-05275-8.
- (рос.) Максаковский В. П. Географическая картина мира. Книга II: Региональная характеристика мира. — М. : Дрофа, 2009. — 480 с. — ISBN 978-5-358-06280-1.
- (рос.) Физико-географический атлас мира. — М. : Академия наук СССР и главное управление геодезии и картографии ГГК СССР, 1964. — 298 с.
- (рос.) Шаповал Н. С. Транспортная география и транспортные системы мира : учебное пособие. — К. : Центр учбової літератури, 2006. — 188 с. — ISBN 000-0000-00-4.
- (рос.) Экономическая, социальная и политическая география мира. Регионы и страны / под ред. С. Б. Лаврова, Н. В. Каледина. — М. : Гардарики, 2002. — 928 с. — ISBN 5-8297-0039-5.
- (рос.) Энциклопедия стран мира / глав. ред. Н. А. Симония. — М. : НПО «Экономика» РАН, отделение общественных наук, 2004. — 1319 с. — ISBN 5-282-02318-0.